# Gerola Alta
Gerola Alta (lombardul: Geröla vagy Sgeröla) település Olaszországban, Sondrio megyében. Lakosainak száma 165 fő (2023. január 1.). Gerola Alta Bema, Introbio, Pedesina, Santa Brigida, Averara, Cusio, Ornica, Premana és Valtorta községekkel határos.

## Népesség
A település népességének változása:
| Lakosok száma | 168  | 174  | 165  |
|               | 2017 | 2018 | 2023 |